# Прожура
42°44′ пн. ш. 17°39′ сх. д. / 42.73° пн. ш. 17.65° сх. д.
Прожура (хорв. Prožura) — населений пункт у Хорватії, у Дубровницько-Неретванській жупанії у складі громади Млєт.

## Населення
Населення за даними перепису 2011 року становило 40 осіб.
Динаміка чисельності населення поселення: